# Asómatos (Réthymnon)
Asómatos, en grec moderne : Ασώματος, est un village du dème d'Ágios Vasílios, de l'ancienne municipalité de Foínikas, dans le district régional de Réthymnon, en Crète, en Grèce. Selon le recensement de 2011, la population d'Asómatos compte 230 habitants. Le village est situé à une altitude de 230 m et à une distance de 31 km de Réthymnon, à la sortie de la gorge de Kourtaliótiko et des pentes sud du mont Kouroúpa.

## Histoire
Le village tire son nom de l'église de l'archange Michel et est mentionné par Francesco Barozzi, en 1577, sous le nom d'« Assomato de Mega Potamo » dans la province d'Ágios Vasílios. Dans le recensement vénitien, de 1583, par Kastrofylakas, il est mentionné en tant qu'Assomato di Mega Potamo, avec 89 habitants, tandis que le village est également mentionné par Vasilikata, en 1630, avec le nom Assomato di Mega Potamo. Lors du recensement de 1834, organisé par les Égyptiens, le village a une population purement chrétienne et est habité par 15 familles.
Lors du recensement de 1881, Asómatos appartient à la municipalité de Foínikas et est habité exclusivement par des chrétiens, au nombre de 143, tandis que lors du recensement de 1900, le village compte 196 habitants. 

## Source de la traduction
- (el) Cet article est partiellement ou en totalité issu de l’article de Wikipédia en grec moderne intitulé « Ασώματος Ρεθύμνης » (voir la liste des auteurs).